# Open Castilla y León 2005
L'Open Castilla y León 2005 è stato un torneo di tennis facente parte della categoria ATP Challenger Series nell'ambito dell'ATP Challenger Series 2005. Il torneo si è giocato a Segovia in Spagna dal 1º al 7 agosto 2005 su campi in cemento.

## Vincitori

### Singolare
Michael Berrer ha battuto in finale  Wang Yeu-tzuoo con il punteggio di 7–5, 6(6)–7, 6–1

### Doppio
Marcel Granollers /  Álex López Morón hanno battuto in finale  Daniele Bracciali /  Uros Vico con il punteggio di 6–4, 6–2